# Национальная коалиция
Национа́льная коали́ция,  (в дословном переводе — Национа́льная коалицио́нная па́ртия, также известна как Коалицио́нная па́ртия; (фин. Kansallinen Kokoomus, Kok), швед. Samlingspartiet, Saml) часто просто Ко́коомус) — финская консервативная политическая партия. в настоящее время является первой по величине партией Финляндии по количеству представленных в Парламенте депутатов. Председателем партии является Петтери Орпо. Имеет трех избранных представителей в Европейском парламенте.
Партия победила на парламентских выборах 2011 года и Парламентских выборах 2023 года года, однако на парламентских выборах 2015 года и парламентских выборах 2019 года занимала третье место.

## Исторические сведения
Образовалась после гражданской войны в Финляндии в 1918 году в результате объединения меньшинства Партии младофиннов с большинством Финской партии, стоявших на промонархических позициях; республиканские крылья тех же партий создали Национальную прогрессивную партию.
См. также История партии Национальная коалиция

### Результаты парламентских выборов
| Год  | Число депутатов | Число голосов | Число голосов (%%) |
| ---- | --------------- | ------------- | ------------------ |
| 1919 | 28              | 151 018       | 15,71 %            |
| 1922 | 35              | 157 116       | 18,15 %            |
| 1924 | 38              | 166 880       | 18,99 %            |
| 1927 | 34              | 161 450       | 17,74 %            |
| 1929 | 28              | 138 008       | 14,51 %            |
| 1930 | 42              | 203 958       | 18,05 %            |
| 1933 | 18              | 187 527       | 16,93 %            |
| 1936 | 20              | 121 619       | 10,36 %            |
| 1939 | 25              | 176 215       | 13,58 %            |
| 1945 | 28              | 255 394       | 15,04 %            |
| 1948 | 33              | 320 366       | 17,04 %            |
| 1951 | 28              | 264 044       | 14,57 %            |
| 1954 | 24              | 257 025       | 12,80 %            |
| 1958 | 29              | 297 094       | 15,28 %            |
| 1962 | 32              | 346 638       | 15,06 %            |
| 1966 | 26              | 326 928       | 13,79 %            |
| 1970 | 37              | 457 582       | 18,05 %            |
| 1972 | 34              | 453 434       | 17,59 %            |
| 1975 | 35              | 505 145       | 18,37 %            |
| 1979 | 47              | 626 764       | 21,65 %            |
| 1983 | 44              | 659 078       | 22,12 %            |
| 1987 | 53              | 666 236       | 23,13 %            |
| 1991 | 40              | 526 487       | 19,31 %            |
| 1995 | 39              | 497 624       | 17,89 %            |
| 1999 | 46              | 563 835       | 21,03 %            |
| 2003 | 40              | 517 904       | 18,55 %            |
| 2007 | 50              | 616 841       | 22,26 %            |
| 2011 | 44              | 599 138       | 20,4 %             |
| 2015 | 37              | 539 615       | 18,2 %             |
| 2023 | 48              | 644 555       | 20,8 %             |

## Текущие события, внутрипартийные выборы
С 2004 по июнь 2014 года председателем партии был Юрки Катайнен (род. 1971), с 2007 года занимавший должность министра финансов Финляндии, а с 22 июня 2011 года — премьер-министра Финляндии.
В начале марта 2011 года в Хельсинки прошла встреча консервативных лидеров ЕС, на которой Юрки Катайнен выполнял обязанности хозяина мероприятия; присутствовали председатель Европейской комиссии Жозе Мануэл Баррозу, канцлер Германии Ангела Меркель, премьер-министр Италии Сильвио Берлускони. Финские оппозиционные силы обвинили Катайнена в желании поднять свой рейтинг под предлогом встречи европейских лидеров.
15—17 июня 2012 в Рованиеми прошёл очередной съезд партии. Председателем партии был переизбран Юрки Катайнен, его заместителями были избраны Анна-Мари Виролайнен, Янне Санкело и Хенна Вирккунен.
Результаты опроса, проведённого в июле 2013 года среди членов партии, показали, что четвёртая их часть недовольна деятельностью председателя. 5 апреля 2014 года Катайнен заявил о том, что на съезде Коалиционной партии в июне не будет видвигать свою кандидатуру на пост председателя и, соответственно, покинет пост премьер-министра после выборов нового партийного лидера.
14 июня новым председателем партии был избран Александр Стубб.
11 июня 2016 года новым председателем партии избран министр внутренних дел Петтери Орпо. 9 июня 2018 года на партийном съезде в Турку он был переизбран на этот пост.

## Победа напарламентских выборах 2023
2 апреля 2023 года в Финляндии состоялись 39-е парламентские выборы, по результатом подсчетах победила партия национальная коалиция с 20,8% голосов, а также получив 48 мест депутатов в финском парламенте. За ними последовала партия Истинные финны с 20,1% голосов и 46 местами в парламенте. Социал-демократическая партия, победившая на прошлых парламентских выборах, заняла 3-е место с 19,9% голосов и 43 местами в парламенте.

## Организационная структура
Национальная коалиция состоит из районов, районы из коммунальных организаций. Высший орган — конференция (puoluekokous), между конференциями — правление (puoluehallitus), исполнительные органы — президиум (puheenjohtajisto) и секретариат (puoluetoimisto), должностные лица — председатель партии (puolueen puheenjohtaja), заместители партийного председателя (puolueen varapuheenjohtajat), секретарь (puoluesihteeri).
Районы
Районы соответствуют избирательным округам. Высший орган района — районная конференция (piirikokous), между районными конференциями — районное правление (piirihallitus), исполнительный орган района — районный секретариат (piiritoimisto).
Коммунальные организации
Коммунальные организации соответствуют городам и коммунам. Высший орган коммунальной организации — общее собрание коммунальной организации (kunnallisjärjestön kokous), между общими собраниями коммунальной организации — правление коммунальной организации (kunnallisjärjestön hallitus).